# Mehrnousch Zaeri-Esfahani

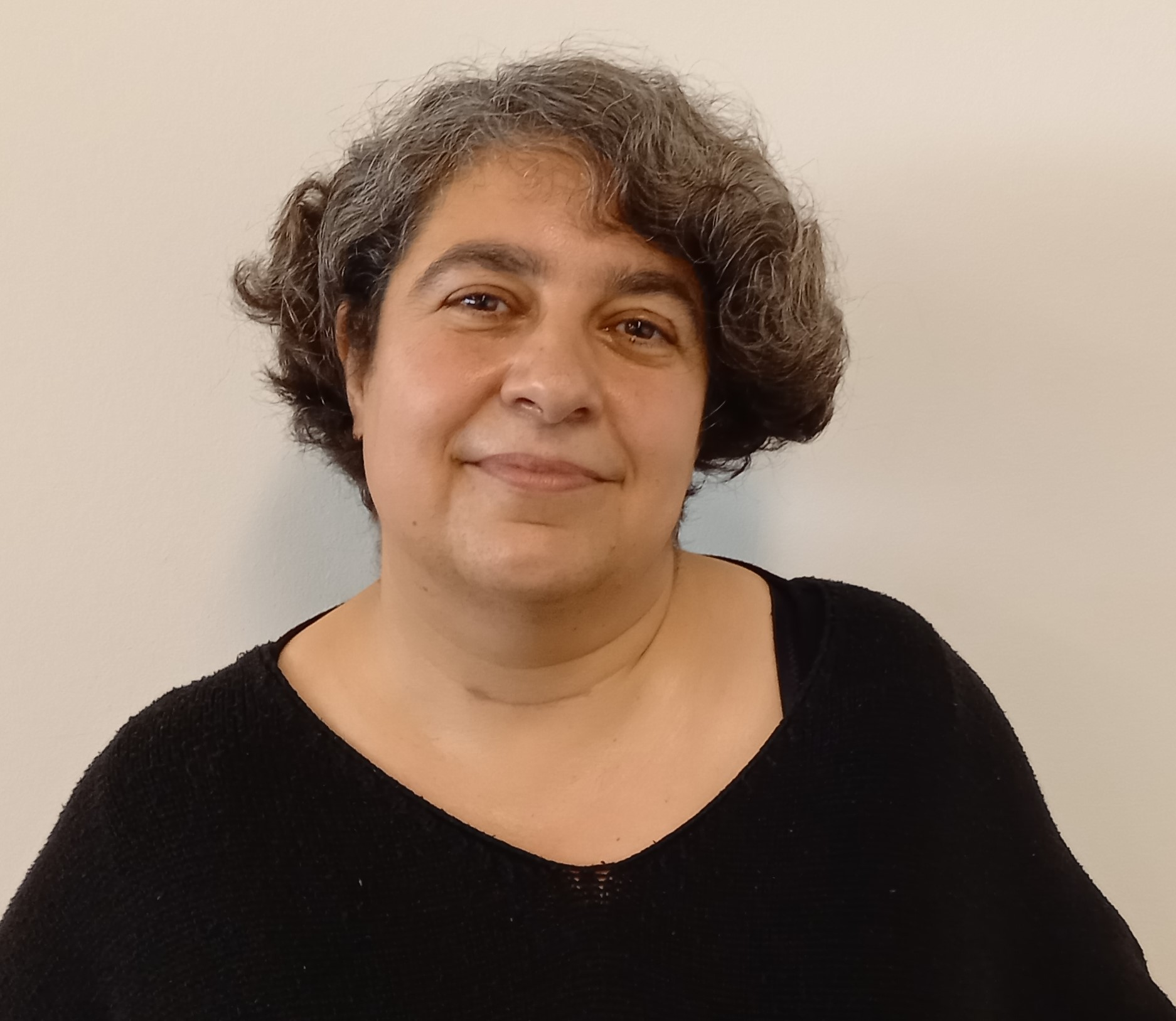
Mehrnousch Zaeri-Esfahani (2024)

Mehrnousch Zaeri-Esfahani (geboren am 5. September 1974 in Isfahan, Iran) ist eine deutsch-iranische Autorin, Sozialpädagogin und Referentin.

## Leben
Zaeri-Esfahani verließ 1985 mit ihren Eltern und drei Geschwistern den Iran und kam über die Türkei in die DDR nach Deutschland.  Mit zwölf Jahren lernte sie Deutsch. Zaeri-Esfahani wuchs in Heidelberg auf und bestand auf der Internationalen Gesamtschule Heidelberg 1994 das Abitur. Daraufhin studierte sie Sozialpädagogik an der Evangelischen Hochschule in Freiburg und erlangte 1999 den Diplomabschluss. Ihre Diplomarbeit befasste sich mit dem Schwerpunkt der Migration und Stadtteilentwicklung. Seit 1999 ist sie für das Diakonische Werk Lörrach für die Koordination von Flüchtlingsarbeit im Landkreis Lörrach verantwortlich und begleitet Geflüchtete bei ihrem Asylverfahren. Seit 2002 engagiert sich Zaeri-Esfahani darüber hinaus in verschiedenen Vereinen für die Bedarfe und Betreuung von Geflüchteten in Deutschland.
Seit 2012 schreibt sie Gedichte und Kurzgeschichten und arbeitet als freie Autorin. 2016 veröffentlichte sie ihre Autobiografie „33 Bogen und ein Teehaus“ sowie den autobiografischen Roman „Das Mondmädchen“. Die Romane thematisieren Familien auf der Flucht und das Leben in der neuen Heimat. Sie ist die Schwester des Illustrators Mehrdad Zaeri. Sie ist außerdem Coach und hält als Referentin Vorträge zu Denk-Werkstätten mit Lösungsansätzen und Gedankenaustausch zu den Themen gesellschaftlicher Zusammenhalt und aktuellen politischen Ereignissen in Deutschland und global.

## Engagement
Zaeri-Esfahani betreut unbegleitete minderjährige Geflüchtete in einer Wohngruppe der Heimstiftung Karlsruhe. Von 2001 bis 2003 war sie Vorsitzende für den „Arbeitskreis Asyl B.-W.“, dem heutigen Flüchtlingsrat Baden-Württemberg. Im Jahre 2002 gewann sie den Demokratiepreis des Deutschen Bundestages für die Entwicklung des interaktiven Spiels „Asylopoly“ im Rahmen des Projekts „Schüler für Flüchtlinge“. Seit 2010 ist Zaeri-Esfahani beim Diakonischen Werk des Kirchenbezirks Baden-Baden und Rastatt für den Verein Netzwerke für Bildungspartner e.V. als Bildungsberaterin tätig.

„Um Integration zu wollen, muss man einen Begriff von Zukunft haben. […] Das ist etwas, was keinem geflüchteten Menschen gelingt, am Anfang. Sie erlauben sich nicht, an eine Zukunft zu denken, weil es die Umstände hier gar nicht zulassen. […] Und man muss aushalten, dass derjenige auch einen Teil seiner mitgebrachten Kultur behält, dass er diesen Anteil behalten darf. Das ist nämlich eine Voraussetzung für eine echte Integration.“

## Publikationen
- Das Mondmädchen, Illustration: Mehrdad Zaeri, Knesebeck, München 2016, ISBN 978-3-86873-956-5
zuerst erschienen bei Verlag Ute Fuchs, Helmstadt-Bargen 2015, ISBN 978-3-942941-15-0
- Wenn das so einfach wäre – کاش به همین راحتی بود (Kāš bih hamīn rāḥatī būd), Illustration: Mehrdad Zaeri, Übersetzer: Mahmoud Hosseini Zad (zweisprachig deutsch/persisch); Teilband von: Ein neues Kapitel – Geschichten über das Ankommen, Box mit 7 Heften, Baobab Books, Basel 2018, ISBN 978-3-905804-90-4[16]
- 33 Bogen und ein Teehaus, Illustration: Mehrdad Zaeri, Carlsen, Hamburg 2018, ISBN 978-3-551-31746-9
zuerst erschienen bei Peter Hammer Verlag, Wuppertal 2016, ISBN 978-3-7795-0522-8
- Hosein Zaeri-Esfahani: Wer weiß, wofür das gut war …, Übersetzung: Mehrnousch Zaeri-Esfahani, Illustration: Mehrdad Zaeri, Verlag Ute Fuchs, Helmstadt-Bargen 2020, ISBN 978-3-942941-31-0 (2. korrigierte Auflage, Helmstadt-Bargen 2022)[17]
- Einfach Mensch, Illustration: Mehrdad Zaeri, edition buntehunde, Regensburg 2024, ISBN 978-3-947727-26-1

## Auszeichnungen
- 2002: Demokratiepreis des Deutschen Bundestages für die Entwicklung des narrativen, interaktiven und mehrräumigen Planspiels Asylopoly im Rahmen des Projekts Schüler für Flüchtlinge[18]
- 2015: Nominierung zum Oldenburger Kinder- und Jugendbuchpreis für Das Mondmädchen[19]
- 2016: Die besten 7 Bücher für junge Leser (April 2016) für 33 Bogen und ein Teehaus[20]
- 2016: Luchs des Monats (September 2016) für 33 Bogen und ein Teehaus[21]
- 2017: LesePeter (Februar 2017) der Arbeitsgemeinschaft Jugendliteratur und Medien für 33 Bogen und ein Teehaus[22]
- 2020: 3. Preis des Storytelling Wettbewerbs von ACAD Write für Wenn Adler und Eisvogel Hochzeit machen[23]